# Collobrières
Collobrières là một xã thuộc tỉnh Var trong vùng Provence-Alpes-Côte d’Azur, Pháp. Xã này có diện tích 112,68 km², dân số năm 2006 là 1691 người. Xã này nằm ở khu vực có độ cao trung bình 131 mét trên mực nước biển.
Collobrières nằm ở trung tâm Massif des Maures. Xã chỉ có một tuyến đường duy nhất chạy qua.

## Biến động dân số
| Năm | 1962 | 1968 | 1975 | 1982 | 1990 | 1999 | 2004 | 2006 |
| --- | ---- | ---- | ---- | ---- | ---- | ---- | ---- | ---- |
| Dân số | 1169 | 1176 | 1135 | 1337 | 1435 | 1596 | 1639 | 1691 |
| From the year 1962 on: No double counting—residents of multiple communes (e.g. students and military personnel) are counted only once. |      |      |      |      |      |      |      |      |